# KHL Mladost Zagreb
Der KHL Mladost Zagreb ist ein kroatischer Eishockeyverein aus Zagreb, die 1946 gegründet wurde und in der Kroatischen Meisterschaft spielt. Parallel dazu nahm er in der Vergangenheit am Spielbetrieb der Slohokej Liga und der Pannonischen Liga teil.

## Geschichte

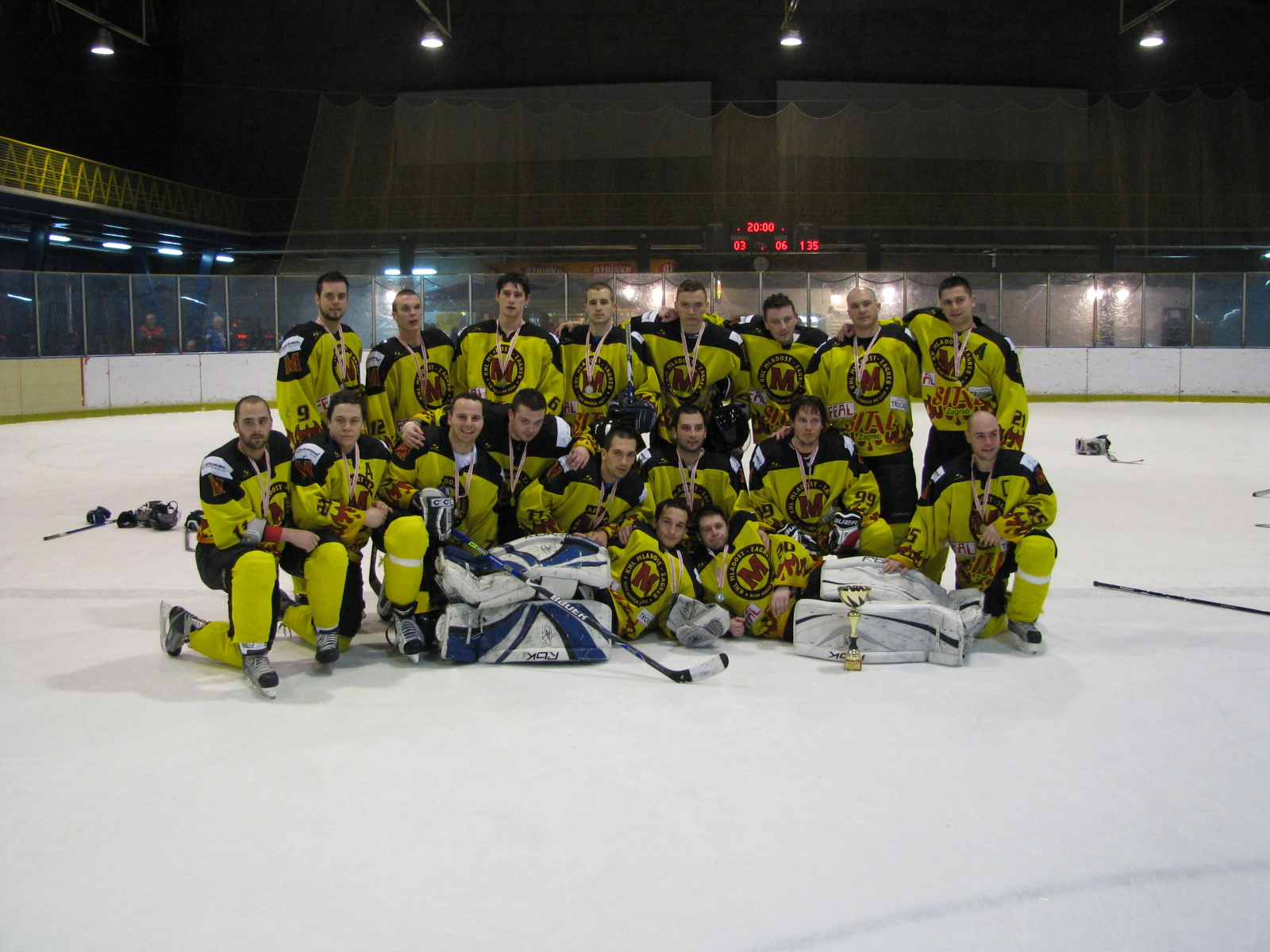
Mannschaftskader im März 2010

1946 fusionierten die Eishockeyabteilungen von HAŠK Zagreb und ZOFD zum OFSD Mladost Zagreb. Dessen Herrenmannschaft gewann die ersten beiden Spielzeiten der Kroatischen Eishockeymeisterschaft in den Jahren 1947 und 1949. Zudem gewann der Verein in beiden Jahren auch den jugoslawischen Meistertitel. 1986 wurde der Verein in KHL Mladost (Klub hokeja na ledu Mladost) umbenannt.
Obwohl der Spielbetrieb in der kroatischen Eishockeyliga bereits 1991 wieder aufgenommen wurde, dauerte es noch weitere 17 Jahre, bis der KHL Mladost Zagreb nach 59 Jahren 2008 den dritten Meistertitel der Vereinsgeschichte gewinnen konnte. Im selben Jahr gewann Mladost erstmals die Pannonische Liga. 2021 folgte der vierte kroatische Meistertitel.

## Erfolge
- Kroatischer Meister: 1947, 1949, 2008, 2021
- Pannonische Liga: 2008

## Stadion
Die Heimspiele des KHL Mladost Zagreb werden im Stadion Klizalište Velesajam in Zagreb ausgetragen. Die Eishockeyhalle bietet für insgesamt 1.000 Menschen Platz.